# Superstars Series 2011

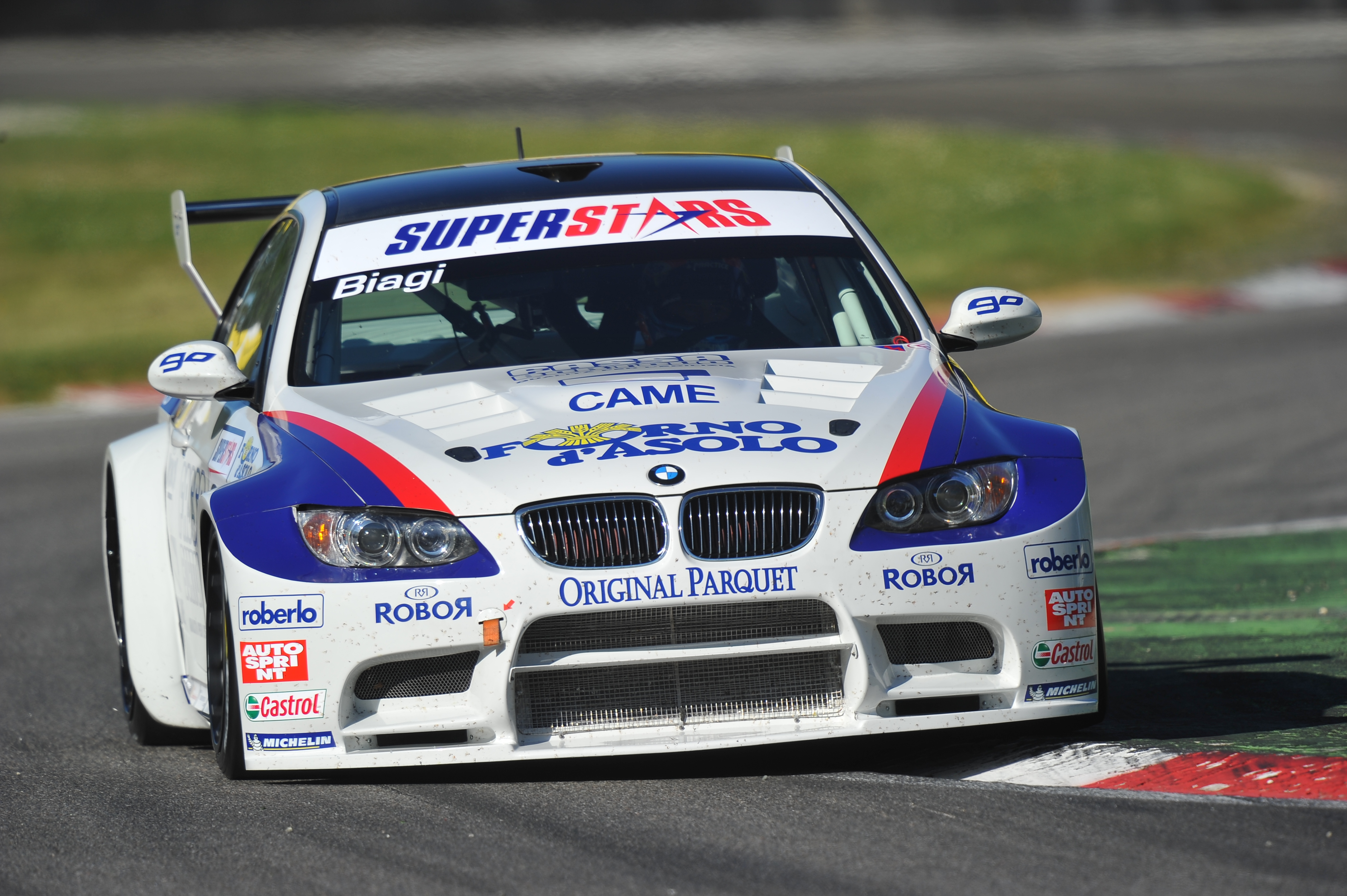
Thomas Biagi på Autodromo Nazionale Monza.

Superstars Series 2011 är den åttonde säsongen av det Italienbaserade standardvagnsmästerskapet, Superstars Series, och den femte med den internationella klassen, International Superstars Series.

## Tävlingskalender
| Datum        | Bana                                             | Pole Position    | Snabbaste varv        | Segrare (förare) | Segrare (team)   |
| ------------ | ------------------------------------------------ | ---------------- | --------------------- | ---------------- | ---------------- |
| 10 april     | Autodromo Nazionale Monza                        | Max Pigoli       | Luigi Ferrara         | Max Pigoli       | Romeo Ferraris   |
| 10 april     | Autodromo Nazionale Monza                        |                  | Luigi Ferrara         | Michela Cerruti  | Romeo Ferraris   |
| 8 maj        | Circuit de la Comunitat Valenciana Ricardo Tormo | Andrea Bertolini | Andrea Bertolini      | Andrea Bertolini | Swiss Team       |
| 8 maj        | Circuit de la Comunitat Valenciana Ricardo Tormo |                  | Luigi Ferrara         | Luigi Ferrara    | CAAL Racing      |
| 22 maj       | Autódromo Internacional do Algarve               | Alberto Cerqui   | Thomas Biagi          | Thomas Biagi     | Team BMW Italia  |
| 22 maj       | Autódromo Internacional do Algarve               |                  | Andrea Bertolini      | Thomas Biagi     | Team BMW Italia  |
| 5 juni       | Misano World Circuit                             | Max Pigoli       | Thomas Biagi          | Luigi Ferrara    | CAAL Racing      |
| 5 juni       | Misano World Circuit                             |                  | Ermanno Dionisio      | Max Pigoli       | Romeo Ferraris   |
| 19 juni      | Donington Park                                   | Alberto Cerqui   | Luigi Ferrara         | Andrea Bertolini | Swiss Team       |
| 19 juni      | Donington Park                                   |                  | Andrea Bertolini      | Andrea Bertolini | Swiss Team       |
| 10 juli      | Misano World Circuit                             | Alberto Cerqui   | Alberto Cerqui        | Alberto Cerqui   | Team BMW Italia  |
| 10 juli      | Misano World Circuit                             |                  | Alessandro Pier Guidi | Luca Rangoni     | Roma Racing Team |
| 7 augusti    | Circuit de Spa-Francorchamps                     | Andrea Bertolini | Johnny Herbert        | Andrea Bertolini | Swiss Team       |
| 7 augusti    | Circuit de Spa-Francorchamps                     |                  | Luigi Ferrara         | Andrea Bertolini | Swiss Team       |
| 11 september | Hockenheimring                                   |                  |                       |                  |                  |
| 11 september | Hockenheimring                                   |                  |                       |                  |                  |
| 25 september | Autodromo Internazionale del Mugello             |                  |                       |                  |                  |
| 25 september | Autodromo Internazionale del Mugello             |                  |                       |                  |                  |
| 9 oktober    | ACI Vallelunga Circuit                           |                  |                       |                  |                  |
| 9 oktober    | ACI Vallelunga Circuit                           |                  |                       |                  |                  |

## Team och förare
| Bilmodell             | Team                        | Nr | Förare                | Tävlings- helger |
| --------------------- | --------------------------- | -- | --------------------- | ---------------- |
| BMW M3 (E92)          | Team BMW Italia             | 1  | Thomas Biagi          | 1 -              |
| BMW M3 (E92)          | Team BMW Italia             | 2  | Stefano Gabellini     | 1 -              |
| BMW M3 (E92)          | Team BMW Italia             | 3  | Alberto Cerqui        | 1 -              |
| Chevrolet Lumina CR8  | Motorzone Race Car          | 5  | Fabrizio Armetta      | 1 - 3, 5 - 6     |
| Chevrolet Lumina CR8  | Motorzone Race Car          | 10 | Alessandro Kouzkin    | 1                |
| Lexus IS-F            | MN Motorsport               | 6  | Diego Romanini        | 6                |
| BMW M3 (E90)          | Todi Corse                  | 8  | Francesco Ascani      | 7 -              |
| BMW 550i (E60)        | Todi Corse                  | 56 | Leonardo Baccarelli   | 7 -              |
| BMW M3 (E90)          | Movisport                   | 8  | Francesco Ascani      | 1, 4 - 6         |
| BMW M3 (E90)          | Movisport                   | 73 | Sandro Bettini        | 1 - 3, 6 - 7     |
| BMW M3 (E90)          | Movisport                   | 73 | Ivan Tramontozzi      | 4 - 5            |
| BMW M3 (E90)          | Movisport                   | 99 | Alex de Giacomi       | 1 - 6            |
| BMW M3 (E90)          | Movisport                   | 99 | Alessandro Garofano   | 7 -              |
| BMW M3 (E92)          | Movisport                   | 12 | Francesca Linossi     | 1 - 4, 6         |
| BMW 550i (E60)        | Movisport                   | 16 | Alessandro Tambussi   | 3, 7 -           |
| BMW 550i (E60)        | Movisport                   | 16 | Giampiero Pindari     | 5, 7 -           |
| BMW 550i (E60)        | Movisport                   | 16 | Luciano Linossi       | 5                |
| BMW 550i (E60)        | Movisport                   | 16 | Niccolò Mercatali     | 6                |
| Mercedes C63 AMG      | Romeo Ferraris              | 11 | Andrea Dromedari      | 1 -              |
| Mercedes C63 AMG      | Romeo Ferraris              | 18 | Max Pigoli            | 1 -              |
| Mercedes C63 AMG      | Romeo Ferraris              | 48 | Johnny Herbert        | 1 - 3, 5 -       |
| Mercedes C63 AMG      | Romeo Ferraris              | 88 | Michela Cerruti       | 1 -              |
| BMW M3 (E92)          | RGA Sportsmanship           | 21 | Christian Montanari   | 1, 4 - 6         |
| BMW M3 (E92)          | RGA Sportsmanship           | 69 | Kristian Ghedina      | 1, 4             |
| BMW M3 (E92)          | RGA Sportsmanship           | 69 | Alessandro Garofano   | 6                |
| BMW M3 (E92)          | RGA Sportsmanship           | 69 | Mauro Cesari          | 5                |
| Chrysler 300C SRT-8   | MRT by Nocentini            | 22 | Mauro Cesari          | 2 - 4, 6 -       |
| BMW M3 (E92)          | Campos Racing               | 23 | Sergio Hernández      | 1 - 3, 6         |
| BMW M3 (E92)          | Campos Racing               | 32 | Isaac Tutumlu         | 1 - 3            |
| Cadillac CTS-V        | RC Motorsport               | 24 | Roberto Benedetti     | 1 - 2, 4, 6 -    |
| Mercedes C63 AMG      | Roma Racing Team            | 27 | Nico Caldarola        | 1 - 2, 4, 6      |
| Mercedes C63 AMG      | Roma Racing Team            | 28 | Luca Rangoni          | 6                |
| Maserati Quattroporte | Swiss Team                  | 33 | Andrea Bertolini      | 2 - 3, 5 -       |
| Maserati Quattroporte | Swiss Team                  | 46 | Andrea Bertolini      | 1                |
| Maserati Quattroporte | Swiss Team                  | 46 | Andrea Chiesa         | 1, 3             |
| Maserati Quattroporte | Swiss Team                  | 46 | Alessandro Pier Guidi | 5 -              |
| Audi RS4              | Hopmobile Audi Sport Italia | 34 | Ermanno Dionisio      | 1 - 2, 4, 6      |
| Audi RS4              | Hopmobile Audi Sport Italia | 35 | Roberto Papini        | 1                |
| Audi RS4              | Hopmobile Audi Sport Italia | 35 | Thomas Schöffler      | 6                |
| Audi RS4              | Hopmobile Audi Sport Italia | 36 | Riccardo Bossi        | 1 - 2, 4, 6      |
| Audi RS4              | Hopmobile Audi Sport Italia | 45 | Gianni Morbidelli     | 6 - 7            |
| Jaguar XF SV8         | Ferlito Motors              | 40 | Luigi Cecchi          | 1 -              |
| Jaguar XF SV8         | Ferlito Motors              | 41 | Francesco Sini        | 1 -              |
| Mercedes C63 AMG      | CAAL Racing                 | 54 | Luigi Ferrara         | 1 -              |
| Mercedes C63 AMG      | CAAL Racing                 | 58 | Riccardo Romagnoli    | 1 - 5, 7 -       |
| BMW 550i (E60)        | CAAL Racing                 | 56 | Leonardo Baccarelli   | 4, 6             |
| BMW M5 (E39)          | Scuderia Giudici            | 74 | Gianni Giudici        | ?                |
| Lexus IS-F            | Maurer Motorsport           | ?  | ej bekräftad          | ?                |
| Lexus IS-F            | Maurer Motorsport           | ?  | ej bekräftad          | ?                |